# Wilhelm I (książę Nassau)
Wilhelm I (niem. Georg Wilhelm August Heinrich Belgicus; ur. 14 czerwca 1792 w Kirchheimbolanden, zm. 20 sierpnia 1839 w Bad Kissingen) – książę Nassau w latach 1816-1839.
Dwukrotnie żonaty. Z pierwszą żoną, Luizą z Saksonii-Hildburghausen, miał ośmioro dzieci – Augustę (1814), Teresę (1815-1871), Adolfa (1817-1905), Wilhelma (1819-1823), Maurycego (1820-1850), Marię (1822-1824), Wilhelma (1823-1828) i Marię (1825-1902). Z drugą żoną, Pauliną Wirtemberską, miał czworo dzieci – córkę (1830), Helenę (1831-1888), Mikołaja (1832-1905) i Zofię (1836-1913).
Urodził się 14 czerwca 1792 roku w Kirchheimbolanden jako najstarsze dziecko Fryderyka Wilhelma Nassau oraz jego żony, Ludwiki Izabeli Kirchberg.
9 stycznia 1816 roku stał się księciem Nassau-Weilburg. Po śmierci swojego kuzyna, Fryderyka Augusta Nassau-Usingen, odziedziczył również terytoria należące wcześniej do gałęzi Nassau-Usingen i stał się księciem Nassau.

## Małżeństwa i potomstwo

### Pierwsze małżeństwo
24 czerwca 1813 roku ożenił się z  Luizą z Saksonii-Hildburghausen, z którą miał ośmioro dzieci:
- Augusta (niem. Auguste Luise Friederike Maximiliane Wilhelmine; ur. 12 kwietnia 1814 w Weilburgu, zm. 3 października 1814 w Weilburgu).
- Teresa (niem. Therese Wilhelmine Friedrike Isabelle Charlotte; ur. 17 kwietnia 1815 w Weilburgu, zm. 8 grudnia 1871 w Pradze). W 1837 roku wyszła za mąż za Piotra Oldenburskiego, z którym miała ośmioro dzieci – Aleksandrę (1838-1900), Mikołaja (1840-1886), Cecylię (1842-1843), Aleksandra (1844-1932), Katarzynę (1846-1866), Jerzego (1848-1871), Konstantyna (1850-1906) i Teresę (1852-1883).
- Adolf (niem. Adolf Wilhelm August Karl Friedrich; ur. 24 lipca 1817 w Wiesbaden-Biebrich, zm. 17 listopada 1905 w Lenggries) – książę Nassau w latach 1839-1866 oraz wielki książę Luksemburga w latach 1890-1905. W latach 1844–1845 jego żoną była Elżbieta Romanowa. W 1851 roku jego drugą żoną została Adelajda Maria z Anhaltu-Dessau, z którą miał pięcioro dzieci – Wilhelma IV (1852-1912), Fryderyka (1854-1855), Marię (1857), Franciszka (1859-1875) i Hildę (1864-1952)[2].
- Wilhelm (niem. Wilhelm Karl Heinrich Friedrich; ur. 8 września 1819 w Wiesbaden-Biebrich, zm. 22 kwietnia 1823 w Wiesbaden-Biebrich).
- Maurycy (niem. Moritz Wilhelm August Karl Heinrich; ur. 21 listopada 1820 w Wiesbaden-Biebrich, zm. 23 marca 1850 w Wiedniu).
- Maria (niem. Marie Wilhelmine Luise Friederike Henriette; ur. 5 kwietnia 1822 w Wiesbaden-Biebrich, zm. 3 kwietnia 1824 w Wiesbaden-Biebrich).
- Wilhelm (niem. Wilhelm Karl August Friedrich; ur. 12 sierpnia 1823 Wiesbaden-Biebrich, zm. 28 grudnia 1828 w Wiesbaden-Biebrich).
- Maria (niem. Marie Wilhelmine Friederike Elisabeth; ur. 29 stycznia 1825 w Wiesbaden-Biebrich, zm. 24 marca 1902 w Neuwied). W 1842 roku wyszła za mąż za Hermanna zu Wied, z którym miała dzieci – Elżbietę (1843-1916), Wilhelma (1845-1907) i Ottona (1850-1862).

### Drugie małżeństwo
23 kwietnia 1829 roku ożenił się z siostrzenicą swojej pierwszej żony, Pauliną Wirtemberską, z którą miał czworo dzieci:
- córka (ur. 27 kwietnia 1830 w Wiesbaden-Biebrich, zm. 28 kwietnia 1830 w Wiesbaden-Biebrich).
- Helena (niem. Helene Wilhelmine Henriette Pauline Marianne; ur. 12 sierpnia 1831 Wiesbaden, zm. 27 października 1888 Bad Arolsen). Wyszła za mąż za Jerzego Wiktora Waldeck-Pyrmont, z którym miała siedmioro dzieci – Zofię (1854-1869), Paulinę (1855-1925), Marię (1857-1882), Emmę (1858-1934), Helenę (1861-1922), Fryderyka (1865-1946) i Luizę (1873-1961).
- Mikołaj (niem. Nikolaus Wilhelm; ur. 20 września 1832 w Wiesbaden-Biebrich, zm. 17 września 1905 w Wiesbaden). W 1868 roku ożenił się z Natalią Puszkin, najmłodszą córką rosyjskiego poety, Aleksandra Puszkina. Wraz z żoną miał troje dzieci – Zofię (1868-1927), Aleksandrę (1869-1950) i Jerzego (1871-1948).
- Zofia (niem. Sophia Wilhelmina Mariana Henrietta; ur. 9 lipca 1836 w Wiesbaden-Biebrich, zm. 30 grudnia 1913 w Sztokholmie). Była żoną króla Szwecji, Oskara II, z którym miała czterech synów – Gustawa V (1858–1950), Oskara (1859–1953), Karola (1861–1951) i Eugeniusza (1865–1947).